# Lepidodasys laeviacus
Lepidodasys laeviacus is een buikharige uit de familie van de Lepidodasyidae. De wetenschappelijke naam van de soort werd voor het eerst geldig gepubliceerd in 2011 door Lee en Chang.